# Warrenton (Oregón)
Warrenton es una ciudad ubicada en el condado de Clatsop en el estado estadounidense de Oregón. En el año 2000 tenía una población de 4.096 habitantes y una densidad poblacional de 128.3 personas por km².

## Geografía
Warrenton se encuentra ubicada en las coordenadas 46°9′54″N 123°55′27″O / 46.16500, -123.92417.

## Demografía
Según la Oficina del Censo en 2000 los ingresos medios por hogar en la localidad eran de $33,472, y los ingresos medios por familia eran $42,946. Los hombres tenían unos ingresos medios de $31,654 frente a los $21,133 para las mujeres. La renta per cápita para la localidad era de $16,874. Alrededor del 14.2% de la población estaban por debajo del umbral de pobreza.